# 日本高等教育

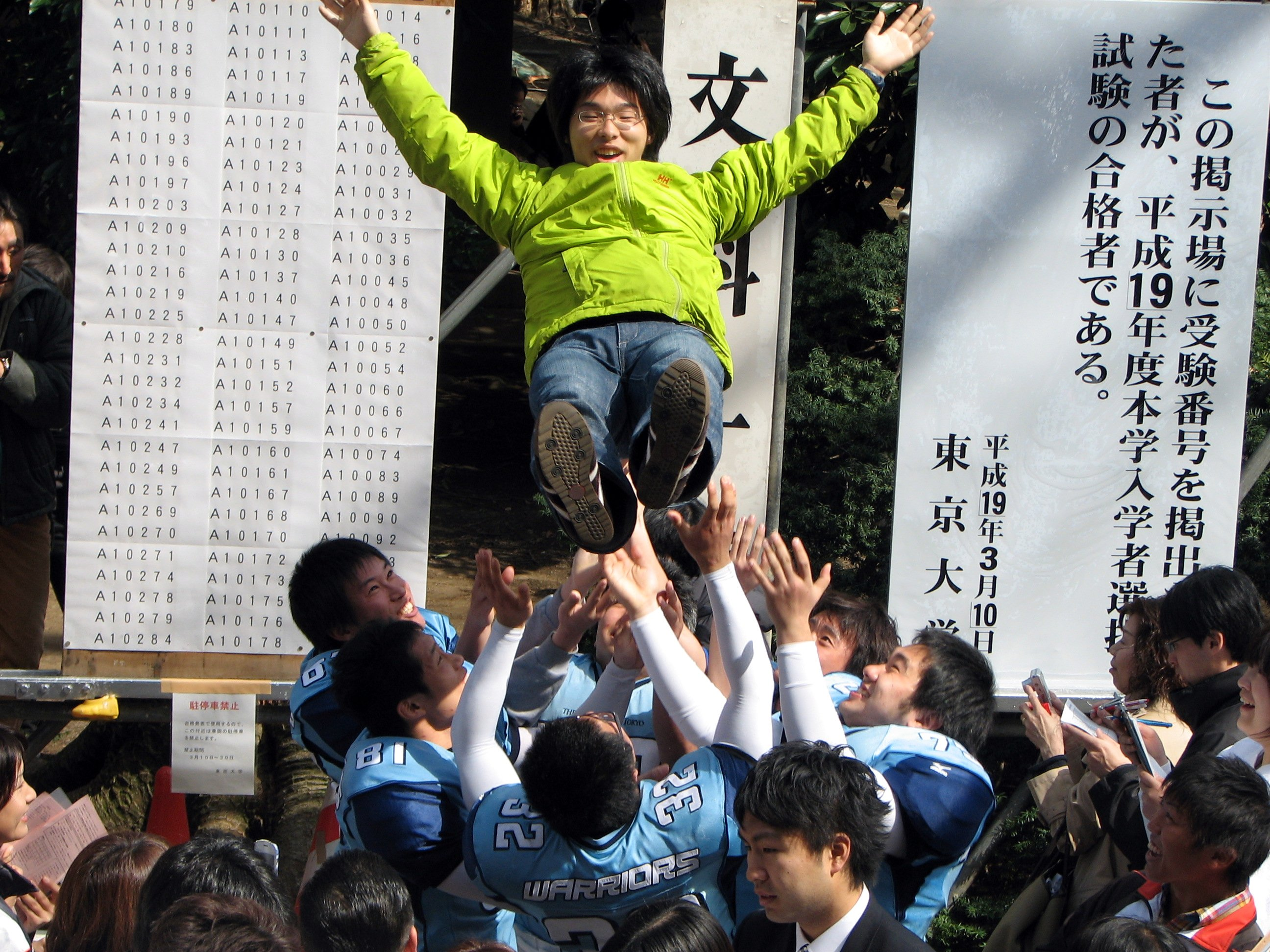
考上大学是人生中重要的一步。

日本的高等教育，根據文部科學省的分類，包括了、研究所（大學院）:
- ISCED-5B - 専修学校
- ISCED-5B - 短期大学、高等專門學校（高専）
- ISCED-5A - 大学学部
- ISCED-6 - 大学院（研究所）

## 歷史
明治維新以前的日本較高等教育包括:
- 藩校
- 漢学塾
- 蘭学塾

明治維新以後，第二次世界大戰以前的高等教育現今稱為舊制高等教育機関，包括:
- 旧制大学
- 帝国大学
- 単科大学
- 専門学校令
- 高等学校
- 高等商業学校
- 高等農林学校
- 各殖民地的高等教育機構(旧外地の高等教育機関)

戰後，日本高等教育經歷了学制改革，以学校教育法所規定的新制高等教育機関取代了舊制高等教育，新制機關包括:
- 専修学校
- 短期大学
- 高等專門學校（高専）
- 大学

## 學制
|                      | 男    | 女    | 計    |
| -------------------- | ----- | ----- | ----- |
| 人文・藝術           | 10.1% | 25.9% | 17.2% |
| 法律・經濟           | 38.8% | 24.2% | 32.2% |
| 理学                 | 4.0%  | 1.7%  | 3.0%  |
| 工学                 | 24.5% | 4.0%  | 15.3% |
| 農学                 | 2.9%  | 2.7%  | 2.8%  |
| 医・齒・藥・看・保健 | 8.0%  | 14.4% | 10.9% |
| 教育・教員養成       | 5.1%  | 12.3% | 8.4%  |
| 家政                 | 0.5%  | 7.2%  | 3.5%  |
| 其他                 | 6.0%  | 7.6%  | 6.7%  |

### 大學
在日本，进入大学的资格在很大程度上是与学生在入学考试（nyūgaku shiken）中的成绩相关的。 尽管在1991年，接近80%的大学生都进入了私立大学，但是在大多数情况，日本国立大学拥有更好的评价。这种评价的历史可以追寻到二战之前，日本的领导人们的母校东京帝国大学、京都帝国大学等帝国大学。同时，国立大学的品質，如学校设施和师生比方面，比起私立大学仍有一定优势。更进一步的是，政府和大集团等重要雇主，在招聘时仍然会尽量选用最高学府的毕业生，毕业的学校关系着就业机会。正是因为日本的社会对大学的信誉如此信赖，才会有进入大学时激烈的竞争。希望进入国立大学的学生要经过两次入学考试，先是国家统一规定的的成绩考试，然后是各个国立大学的自主考试。但是申请进入私立大学的学生只需要通过学校的考试。很多国立大学用国家统一的的联合第一段资格测试，来衡量大学的自主考试。
如此激烈的竞争决定了有一定数量的学生无法进入心目中的大学。这些学生可以选择进入其他学校，也可以等到来年春天再次考试。众多选择后者的学生被称作浪人。

### 通信課程
通信課程，相當於空中大學，是一種學生不須至學校上課，由學校進行函授教學的教育方式。主要分類為:
- ISCED-5A : 大学通信制課程
- ISCED-5A : 大学院修士課程通信制課程
- ISCED-6 : 大学院博士課程通信制課程

### 短期大學
在日本，短期大學教授家政、文学、外语、教育、保健方面内容。其學習年限通常為2年，而醫療技術、護士學科為3年制。
短期大學之學生以女性為主，以1989年為例，女性學生占在校总人数91%。

### 省厅大学校
省廳大學校是指直接由中央政府負責主管該項業務之機構管理之教育機構，這使得省廳大學校與其他由文部科學省所管理的高等教育機構相當不同。省廳大學校的分類包括：
- 防衛大学校（本科・研究科博士前期課程・博士後期課程）
- 防衛医科大学校（医学科・研究科博士後期課程）
- 水産大学校（本科・研究科）
- 海上保安大学校（本科）
- 気象大学校（大学部）
- 職業能力開発総合大学校（長期課程・総合課程・研究課程）
- 国立看護大学校（看護学部・研究課程部）